# 19148 Alaska
19148 Alaska (1989 YA5) là một tiểu hành tinh vành đai chính được phát hiện ngày 28 tháng 12 năm 1989 bởi E. W. Elst ở Đài thiên văn Haute-Provence.